# Abigail Deveraux
Abigail Deveraux is een personage uit de soapserie Days of our Lives. Ze werd op het scherm geboren op 19 oktober 1992.

## Personagebeschrijving
Abby is de dochter van superkoppel Jack Deveraux en Jennifer Horton. Ze werd geboren in 1992, maar intussen werd die datum aangepast naar 1989. Ze werd genoemd naar haar betovergrootmoeder Abigail Grayson.
Kort na haar geboorte werd er een beenmergdepressie vastgesteld bij Abby als gevolg van vervuild water. Jack was hiervoor verantwoordelijk omdat hij jaren ervoor toestemming had gegeven voor de vervuiling. Hij voelde zich schuldig en verliet Salem. Haar moeder begon een relatie met Peter Blake en Jack en Jennifer verenigden zich in 1997. Ze verhuisden naar Afrika in de zomer van 1998.
In 2003 verliest Abby haar vader en wordt ze een rebelse tiener. Ze geraakt bevriend met Chelsea Benson, die later de dochter blijkt te zijn van Bo Brady en Billie Reed. Ze draait weer bij wanneer het blijkt dat Jack nog in leven is. Ze helpt haar moeder met de opvoeding van haar jongere broer, Jack Jr. Het gezin wordt weer herenigd in 2006 waarna Jennifer, Jack en Jack Jr. naar Londen verhuizen. Abby blijft in Salem en leert Nick Fallon kennen; een lang verloren familielid. Ze krijgt een relatie met Max Brady maar ze gaan uiteindelijk uit elkaar wanneer Abby naar Londen verhuist om bij haar familie te zijn. 
Sindsdien studeerde Abby in Spanje. Ze keerde terug naar Salem in 2011 om haar moeder te steunen tijdens haar scheiding met Jack. Ze begon een relatie met Chad DiMera, een relatie die niet goedgekeurd werd door haar familie aangezien het verleden van de familie DiMera. Later gaan ze uit elkaar wanneer Chad gevoelens krijgt voor Abby's best vriend, Melanie Jonas, en Abby verliefd wordt op de getrouwde Austin Reed. Wanneer ze, op een nacht, allebei dronken zijn, kussen Abby en Austin elkaar. De volgende morgen, ontwaakt Austin met een gevoel van spijt en denkt hij dat hij en Abby met elkaar geslapen hebben. Dit is echter niet waar maar Abby, die diepe gevoelens heeft voor Austin, liegt tegen hem en maakt hem wijs dat hij inderdaad met haar heeft geslapen. Austin heeft nog altijd gevoelens voor Carrie Brady en wil hun huwelijk redden. Abby vertelt uiteindelijk de waarheid en Carrie en Austin herenigen zich. Later begint Abby een relatie met Cameron Davis, de halfbroer van Lexie Carver. Ze gaan uit elkaar wanneer Abby het moeilijk heeft met de dood van haar vader. Ze begint terug een relatie met Chad maar wanneer hij, in een dronken bui, onthult dat Will de vader is van Gabi's kind op het huwelijk van Nick en Gabi, maakt ze het opnieuw uit met hem. Toch maken zij en Chad het weer goed en Abby heeft voor het eerst seks met Chad. 
Nadat Chad Salem tijdelijk verlaat met zijn vader om te herstellen van een schotwonde, begint Abby een affaire met Chads oudere broer EJ DiMera. Ze denkt dat ze zwanger is van EJ maar later blijkt dat ze enkel een voedselvergiftiging had. Abby wordt ook de peetmoeder van Arianna, de dochter van Will. Nadat Sami Brady ontdekt dat haar echtgenoot een affaire had met Abby, wil ze wraak nemen op hen en maakt ze het leven van Abby zeer moeilijk. In 2014 keert Chad terug naar Salem maar is hij kwaad op Abby voor haar affaire met zijn broer. Een jaar later hebben Chad en Abby seks hoewel ze een relatie heeft met Ben Weston. Later blijkt Abby zwanger te zijn maar ze weet niet wie de vader is van haar kind. Ze laat haar tante Kayla Brady een vaderschapstest uitvoeren waaruit blijkt dat Ben de vader is van het kind. Maar Bens vader Clyde Weston heeft de test vervalst. Wanneer Chad beschuldigd wordt van het vermoorden van Serena Mason en later Paige Larson neemt Abby het voor hem op hoewel Ben gelooft dat Chad de moordenaar is aangezien Chad geen herinnering heeft van de avond dat Serena werd vermoord. Abby's neef Will Horton wordt vermoord en Abby gelooft dat Chad nog steeds onschuldig is. Later wordt onthuld dat Ben de moordenaar is en voordat ze vertrekt naar het huwelijksfeest van Hope en Aiden Jennings, ontdekt Abby de waarheid. Ze probeert Ben ervan te overtuigen om naar een anonieme hulplijn te bellen of te praten met Marlena Evans, maar Ben, die ziekelijk jaloers is op Chad, neemt Abby mee naar een hut ver weg van Salem en haar familie. Abby kan in het geheim Chad waarschuwen dat ze in gevaar is. Terwijl ze ontvoerd is door Ben, krijgt Abby weeën. Ze bevalt later van een te vroeg geboren zoon. Chad arriveert waarna Ben hem en Abby vastbindt op het bed en de hut in brand steekt terwijl hij ervandoor gaat met Abby's baby. Ze kunnen echter ontsnappen en Ben wordt later gevonden en gearresteerd. Ben wordt naar de gevangenis gebracht, terwijl Abby herenigd wordt met haar zoon nadat JJ en Chad hem vonden in een hotel. Abby noemt haar zoon Thomas Jack.